# جوكا سينيسالو
جوكا سينيسالو (بالفنلندية: Jukka Sinisalo)‏ هو لاعب كرة قدم فنلندي في مركز الدفاع، ولد في 21 مايو 1982 في يوفاسكولا في فنلندا. لعب مع اتش آي اف كي وإنتر توركو ونادي لاهتي ونادي يوفاسكولا.